# Cabeceras
Cabeceras es un distrito del cantón de Tilarán, en la provincia de Guanacaste, de Costa Rica.

## Historia
Cabeceras fue creado el 11 de junio de 2020 por medio de Ley 20965.

## Geografía
Cabeceras cuenta con un área de 50,93 km² y una altitud media de 725 m s. n. m.

## Demografía
Para el último censo efectuado, en el 2011, Cabeceras no había sido creado.

## Localidades
- Cabecera: Cabeceras
- Poblados: El Dos, La Esperanza, Las Brisas, Las Nubes, Los Pinos, Monte de los Olivos, Turín.

## Transporte

### Carreteras
Al distrito lo atraviesan las siguientes rutas nacionales de carretera:
- Ruta nacional 145
- Ruta nacional 606
- Ruta nacional 619.